# Coriscada
Coriscada ist eine Gemeinde (Freguesia) im portugiesischen Kreis Mêda. In ihr leben 177 Einwohner (Stand 19. April 2021).